# Demerbroeken
De Demerbroeken zijn een natuurgebied gelegen tussen de plaatsen Testelt, Zichem, Averbode en Diest. Vierkensbroek en Voortberg worden beheerd door Natuurpunt, de Kloosterbeemden door Agentschap voor Natuur en Bos.

## Gebied
Het gebied omvat de broeken van de Demer en het huis van Ernest Claes. Het bestaat uit graslanden en trufputten. 

## Fauna en Flora
Fauna
- zoogdieren - steenmarter
- vogels -  Kleine karekiet, bosrietzanger, rietgors en blauwborst

Flora
- zeegroene muur, moeraswalstro, diverse zeggesoorten, dotterbloem, echte koekoeksbloem, egelboterbloem, grote ratelaar

## Afbeeldingen

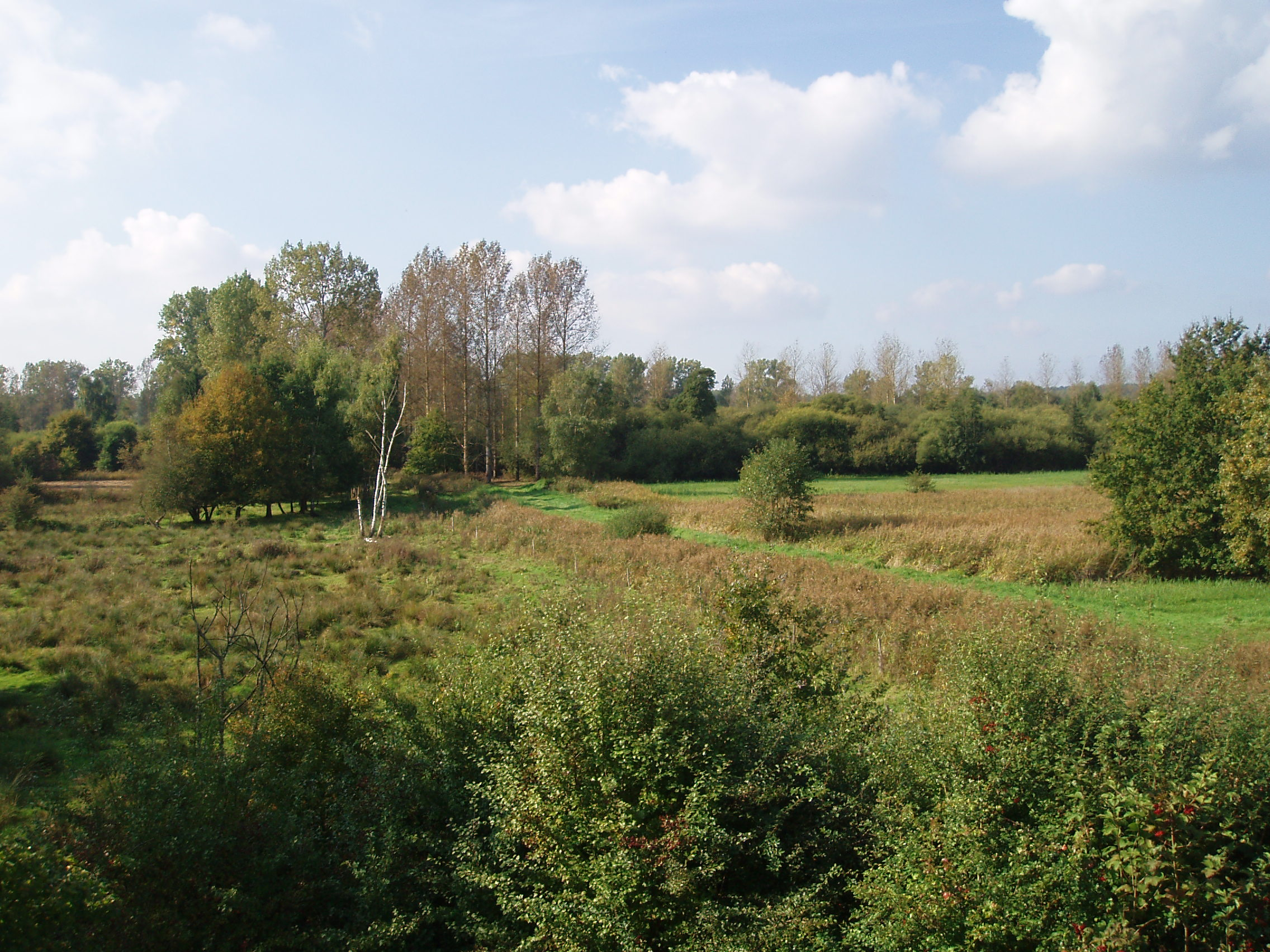
Demerbroeken Zichem
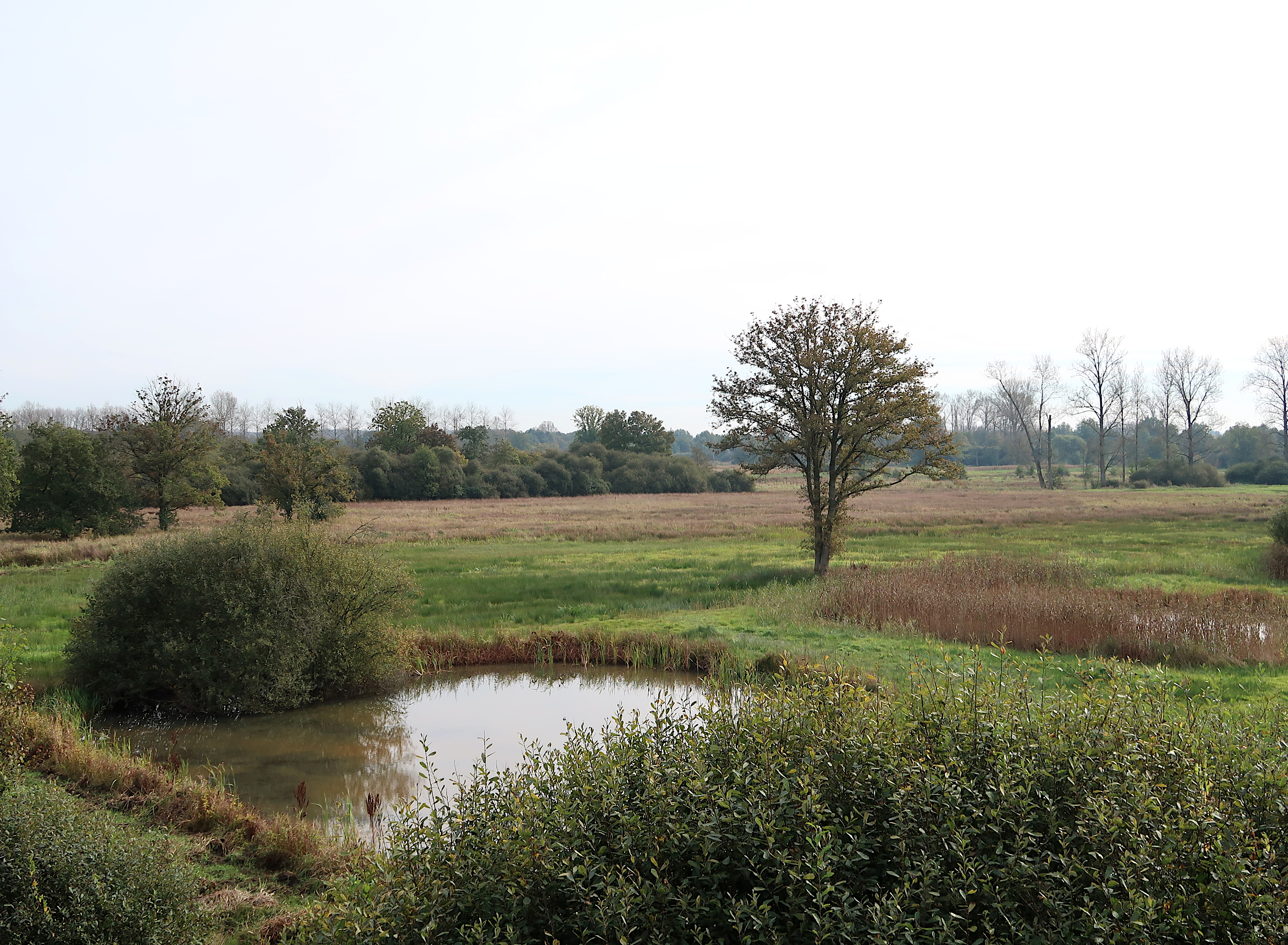
Vierenkensbroek
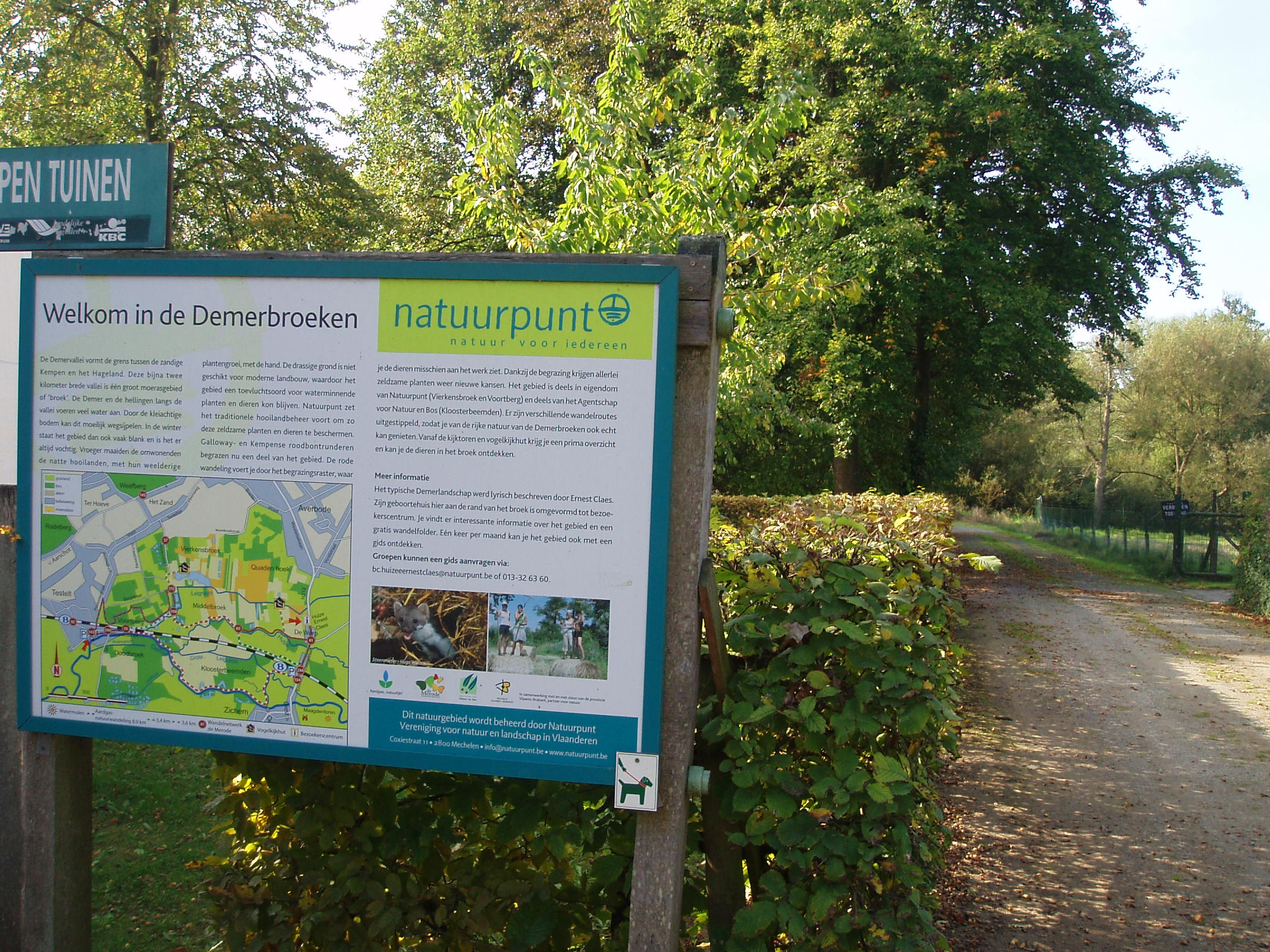
Demerbroeken onthaal